# Casa Farratges
La Casa Farratges es una casa del municipio de Sitges (Garraf) incluida en el Inventario del Patrimonio Arquitectónico de Cataluña.

## Descripción
Se trata de un edificio de grandes dimensiones con jardín posterior. La fachada principal es de composición simétrica y está formada por tres cuerpos: el central de planta baja y dos pisos y los laterales de planta baja y un piso. El cuerpo central tiene, a la planta baja, tres puertas de acceso: la central más ancha, de arco escarzano y dos ventanas de arco de medio punto. Al primer piso hay tres balcones: el central de tres aperturas y dos ventanas balconeras. Todas las aperturas son simétricas y con decoración de tipo modernista a la parte superior. Al segundo piso hay cinco ventanas dobles. Este cuerpo se corona con barandilla de azotea de forma sinuosa. Los cuerpos laterales siguen la misma tipología que el central. Todo el conjunto se encuentra enlucido, imitando sillares en la planta baja y almohadillado en altura.

## Historia
Se trata de dependencias auxiliares del Hotel Subur, situado en la misma calle y que hace esquina con el paseo de la Ribera. Este hotel, aunque hoy aparece muy modificado, fue construido en 1909, hecho que permite situar en esta misma fecha los edificios mencionados. Además, su caracterización formal los incluye dentro del estilo modernista, predominante en aquel momento.